# Chance Vought V-173

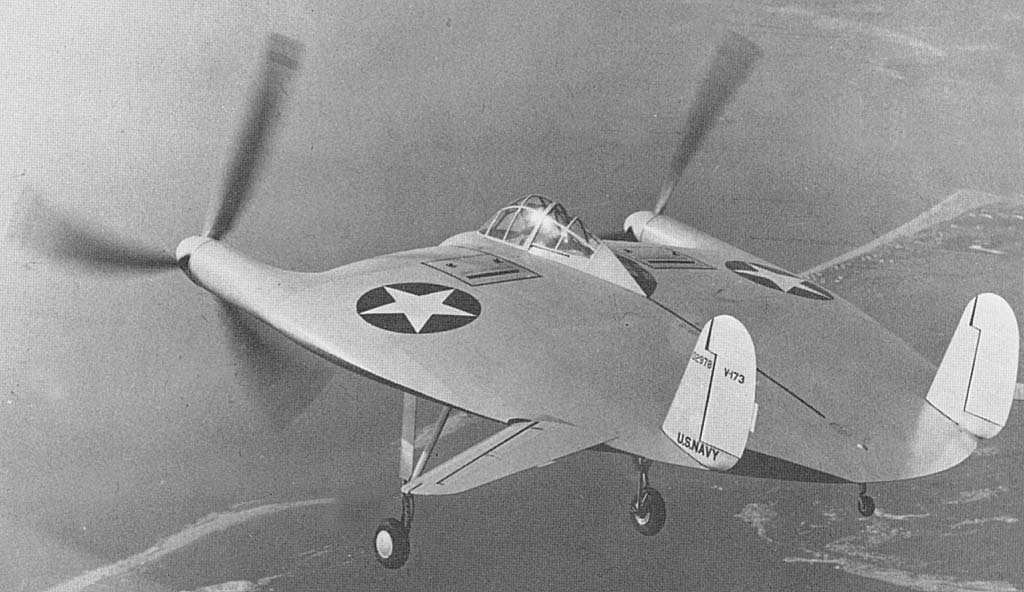
V-173 in einem Bauzustand ohne Fahrwerksverkleidung

Die Chance Vought V-173 war ein experimentelles extrem kurzstartfähiges (ESTOL) Flugzeug des US-amerikanischen Herstellers Chance Vought aus den 1940er Jahren. Der inoffizielle Beiname Flying Pancake (fliegender Pfannkuchen) rührt von der ungewöhnlichen konstruktiven Auslegung als Kreisflügelflugzeug her. Die V-173 sollte als Erprobungsträger für das Jagdflugzeugprojekt Chance Vought F5U dienen.

## Geschichte

### Vorgeschichte
Konstrukteur der Maschine war Charles Horton Zimmerman, ein NACA-Ingenieur, der bereits Anfang der 1930er Jahre in Langley Field einen Windkanal für freifliegende Prüfmodelle entwickelte. Für einen 1933 ausgeschriebenen Konstruktionswettbewerb der NACA entwickelte Zimmerman ein Scheibenflugzeug, das sowohl hohe Geschwindigkeiten erreichen als auch die Fähigkeit zum Schweben besitzen sollte, und gewann damit den Wettbewerb. Eine praktische Verwendung der Idee lehnte die NACA jedoch mit der Begründung ab, sie sei zu sehr „fortgeschritten“. Zimmerman entwickelte sein Konzept weiter und baute u. a. ein manntragendes hölzernes Modell mit zwei französischen 25 PS-Cleone-Triebwerken. Er gab das Projekt jedoch auf, da es nicht gelang, die beiden Motoren zu synchronisieren. 
Im Jahr 1937 wechselte er dann zu Chance Vought, nachdem er Eugene E. Wilson, Präsident der United Aircraft Corporation, von seiner Idee überzeugt hatte. Hier baute er dann ein, als V-162 bezeichnetes, elektrisch angetriebenes Fesselflug-Modell. Aufgrund der guten Ergebnisse interessierte sich auch die US Navy hierfür und stellte Forschungsgelder zur Verfügung. Eine ungewöhnliche Eigenheit des Modells war, dass das hintere Viertel des „Rumpfs“ mitsamt den beiden Seitenleitwerken, über Anlenkpunkte geschwenkt, als Höhenleitwerk dienen sollte.

### Prototypenbau
Zwei Jahre nach Beginn seiner Arbeiten bei Vought waren Konstruktionsarbeiten, Fertigungszeichnungen und aerodynamische Untersuchungen mit Hilfe der Navy-Gelder soweit abgeschlossen, dass ein Prototyp (V-173, BuNo 02978) gebaut werden konnte. Um Gewicht und Geld zu sparen, war die gesamte Tragfläche mit Stoff bespannt. Der Antrieb des 1360 kg schweren Flugzeugs bestand aus zwei Continental A-80 Motoren mit jeweils 80 PS Leistung. Die Dreiblattpropeller hatten einen Durchmesser von 5,03 m, was dazu führte, dass das Flugzeug mit seinem hochbeinigen festen Fahrwerk in einem steilen Winkel von 22 Grad zum Boden stand. Für die Tragfläche ohne V-Stellung und Schränkung setzte man ein symmetrisches NACA 0015 Profil ein. Die hohe Tragflächenbelastung zusammen mit der Untermotorisierung stellten die größten Nachteile des Entwurfs dar. Für das projektierte Jagdflugzeug F5U, das auf dem Versuchsträger V-173 basieren sollte, waren Propellerblätter mit Nabengelenken, ähnlich denen bei Hubschraubern eingesetzten Schlaggelenken, vorgesehen, um sowohl einen Schwebeflug als auch mit den entsprechenden stärkeren Triebwerken eine Höchstgeschwindigkeit von 800 km/h (500 mph) möglich zu machen.
Das ursprüngliche Konzept sah eine Auslegung ohne Höhenleitwerk vor, stattdessen sollten zwei ailevators in der Mitte am Rumpfende diese Funktion übernehmen. Windkanalversuche zeigten jedoch, dass besonders bei niedrigen Geschwindigkeiten und hohen Anstellwinkeln deren Wirksamkeit unzureichend wäre. Stattdessen kam zum ersten Mal ein flying tail-Höhenruder zum Einsatz, das dann auch für die XF5U-1 verwendet wurde und bis heute bei den meisten Hochgeschwindigkeitsflugzeugen eingesetzt wird.

### Erprobung
Boone T. Guyton führte den 13 Minuten dauernden Erstflug am 23. November 1942 vom Werksflugplatz in Stratford (Connecticut) durch, dabei zeigte sich ein sehr schlechtes Reaktionsverhalten auf Steuerbefehle. Selbst mit der geringen Motorleistung kam die V-173 bei Windstille mit einer Startstrecke von 60 m aus, mit 25 kt. Gegenwind war sogar ein Start aus dem Stand möglich. Windkanaluntersuchungen mit der Maschine in Langley Field zeigten, dass der hohe induzierte Widerstand des eine extrem niedrige Streckung aufweisenden Flügels weitgehend durch Wechselwirkungen der sich weit vor der Tragflächenvorderkante befindenden, gegenläufig drehenden großen Propeller mit den Randwirbeln aufgehoben wurde.
Guyton führte 54 Testflüge durch, wobei sich als größtes Problem die im Cockpit spürbaren Vibrationen herausstellten. Ursache hierfür waren Resonanzschwingungen zwischen den Propellern und der zugehörigen Gondelstruktur, die die Verkleidung und Lagerung der Antriebswelle bildete. An den Propellern angebrachte Schwingungsdämpfer brachten eine gewisse Verbesserung. Das Problem tauchte bei der XF5U-1 nicht auf, da hier speziell geformte Propellerblätter eingesetzt wurden, die eine unsymmetrische Strömung bei hohen Anstellwinkeln verhinderten. Bis zu einem Anstellwinkel von 45 Grad konnte Guyton die volle Kontrolle über die Maschine behalten. Ein vollständiger Strömungsabriss konnte praktisch nicht erreicht werden, auffallend war die starke Geschwindigkeitsabnahme in engen Kurven, die diese Auslegung als besonders geeignet für Luftkämpfe erscheinen ließen. 
Nach den ersten 13 Flügen verletzte sich Guyton bei einem Unfall mit einer F4U Corsair so schwer, dass für eine Zeitlang das Erprobungsprogramm durch Richard Burroughs übernommen werden musste. Charles Lindbergh führte den Flug Nr. 34 durch und auch viele Navy-Piloten flogen die V-173. Während der Erprobung war die Maschine in einige Zwischenfälle verwickelt, die aber alle ohne größere Schäden an Material und Personen abliefen. Dazu gehörte beispielsweise eine Flugvorführung 1947 auf einer Demonstrationsveranstaltung der Chance Vought Corporation, bei der das Flugzeug mit Guyton am Steuer Startschwierigkeiten hatte und beinahe Hochspannungskabel berührte.

## Verbleib

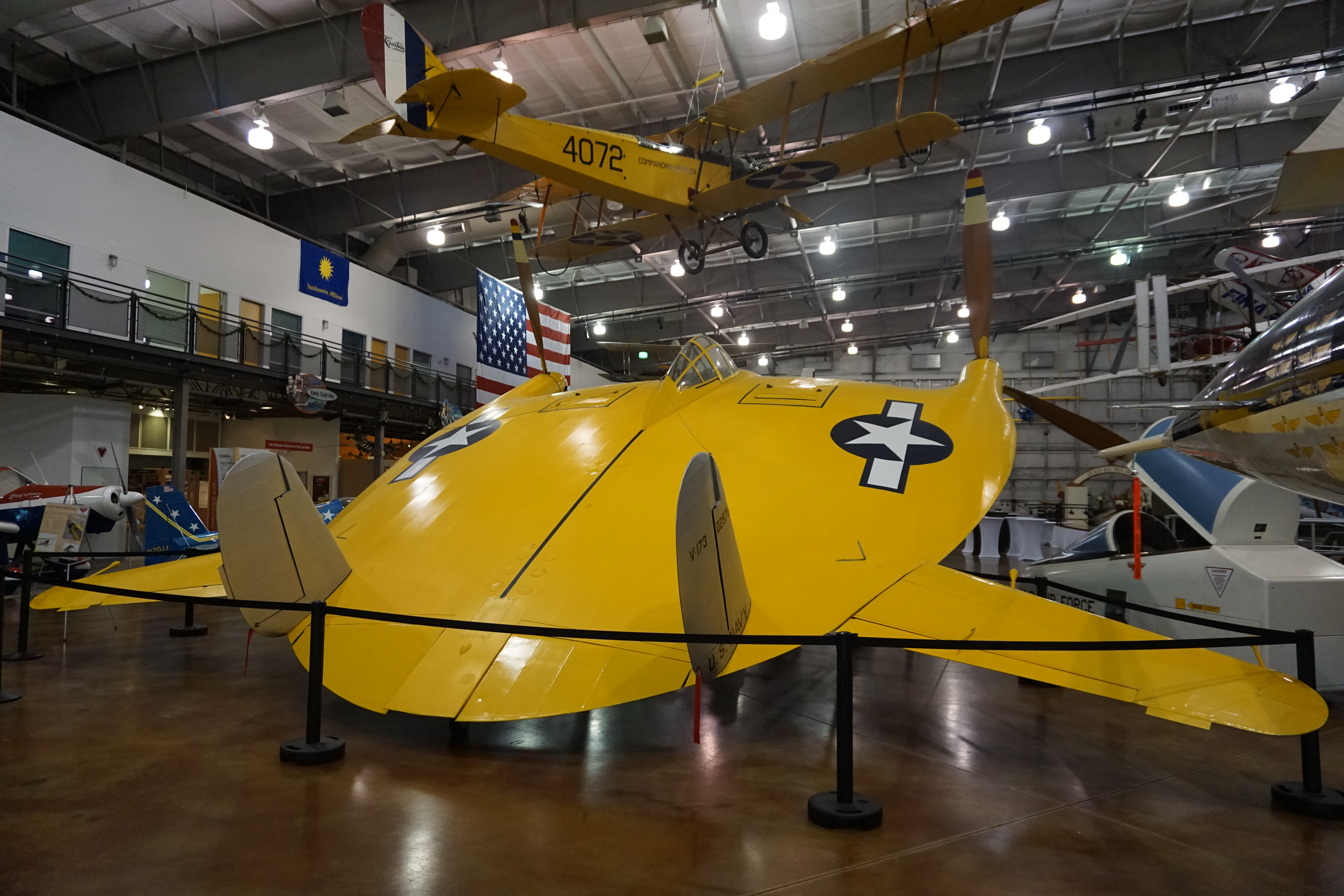
Die V-173 im Frontiers of Flight Museum (2015)

Nach der Flugschau 1947 wurde die Flugerprobung beendet und die V-173 zuerst auf der Naval Air Station Norfolk (Virginia) und anschließend im Air Museum des Smithsonian Institution in Silver Hill (Maryland) eingelagert. Nach einer Restaurierung, die acht Jahre dauerte, wurde das Flugzeug dem Frontiers of Flight Museum in Dallas, Texas, übergeben.

## Technische Daten
| Kenngröße             | Daten                                           |
| --------------------- | ----------------------------------------------- |
| Besatzung             | 1                                               |
| Länge                 | 8,13 m                                          |
| Spannweite            | 7,12 m                                          |
| Höhe                  | 3,79 m                                          |
| Tragflügelfläche      | 39,67 m2                                        |
| max. Startmasse       | berechnet: 1025 kg, tatsächlich: 1360 kg        |
| Höchstgeschwindigkeit | 221 km/h                                        |
| Steigrate             | 7 min auf 5000 ft                               |
| Triebwerke            | zwei Continental A-80 mit jeweils 80 PS (59 kW) |
| Propellerdurchmesser  | 5,03 m                                          |